# Enicospilus shinkanus
Enicospilus shinkanus är en stekelart som först beskrevs av Tohru Uchida 1928.  Enicospilus shinkanus ingår i släktet Enicospilus och familjen brokparasitsteklar. Inga underarter finns listade i Catalogue of Life.